# Friedrich Neumann (Komponist)
Friedrich Neumann (* 30. Oktober 1915 in Salzburg; † 22. November 1989 ebenda) war ein österreichischer Komponist und Musikwissenschaftler.

## Leben und Wirken
Neumann studierte Violine und Klavier sowie Komposition am Mozarteum. 1937 legte er dort die Reifeprüfung für das Klavier ab. Zum Kriegsdienst herangezogen, gelang es ihm doch das Musikstudium während Studienurlauben weiter zu führen. Im Jahr 1941 schloss er am Mozarteum das Fach Komposition ab. Danach gehörte er der Dirigentenklasse von Clemens Krauss an. Am Konservatorium Leipzig unterzog er sich 1943 der pädagogischen Prüfung für das Klavier. Anschließend nahm er am Kapellmeisterkurs von Hermann Abendroth teil und vertiefte seine Studien der Komposition bei Johann Nepomuk David. Friedrich Neumann schloss 1958 an der Universität Graz ein musikwissenschaftliches Studium ab.
Von 1945 bis 1966 lehrte Neumann am Mozarteum. Danach unterrichtete er bis zu seiner Emeritierung 1986 an der Musikakademie in Wien, der heutigen Universität für Musik und darstellende Kunst Wien, wo er zuletzt ordentlicher Professor für Tonsatz und Komposition war.
Neumanns wissenschaftliche Arbeiten widmen sich musiktheoretischen und musikpädagogischen Fragen. Seine kompositorisches Werk umfasst verschiedene Gattungen. So schrieb er zwei Symphonien, ein Konzert für Streichorchester und verschiedene Stücke für Kammerensembles, Soloinstrumente und Orgel. Er komponierte auch Lieder und Chorwerke.

## Theoretische Werke
- Synthetische Harmonielehre 1951
- Tonalität und Atonalität. Versuch einer Klärung 1955
- Die Zeitgestalt. Eine Lehre vom musikalischen Rhythmus. Zwei Bände 1959
- Die Tonverwandtschaften. Phänomen und Problem 1973